# Kirkiaceae
Kirkiaceae — родина квіткових рослин порядку сапіндоцвітих. Він складається з одного (чи двох) родів Kirkia (і Pleiokirkia, які зараз включені до Kirkia), загалом шість видів. Ці два роди раніше входили до родини Simaroubaceae, але були перенесені в окрему родину, оскільки вони не утворюють ані квазіноїдів, ані лимоноїдів. Kirkia названа на честь капітана Джона Кірка, відомого за експедицією на Замбезі.
Вони зустрічаються вздовж східного узбережжя Африки та на Мадагаскарі.